# Mellicta pusilla
Mellicta pusilla är en fjärilsart som beskrevs av Rocci 1932. Mellicta pusilla ingår i släktet Mellicta och familjen praktfjärilar. Inga underarter finns listade i Catalogue of Life.